# Dystrykt Hoima
Dystrykt Hoima – dystrykt w zachodniej Ugandzie, którego siedzibą administracyjną jest miasto Hoima. W 2014 roku liczy 305,3 tys. mieszkańców.
Dystrykt Hoima graniczy z następującymi dystryktami: na północy z Buliisą, na północnym–wschodzie z Masindi, na wschodzie z Kyankwanzi, na południu z Kibaale, na południowym–zachodzie z Ntoroko i na zachodzie z Demokratyczną Republiką Konga, na całej zachodniej granicy znajduje się Jezioro Alberta. Dystrykt znajduje się na obszarze dawnego królestwa Bunyoro.